# Grenen
La punta de Grenen (en danés: Grenen) es la punta más septentrional de la isla danesa de Vendsyssel-Thy, localizada al norte de la ciudad de Skagen, al norte de la península de Jutlandia. Constituye el punto más septentrional de la Dinamarca europea (excluyendo las islas Feroe y Groenlandia), y también es, para la Organización Hidrográfica Internacional, el punto que señala el límite entre los estrechos del Kattegat y el Skagerrak. Grenen recibió su nombre debido a su forma como que asemeja a la rama de un árbol (en danés: Gren). La carretera nacional danesa 40 pasa a través de Grenen.
La playa Grenen aparece en muchas de las obras de la comunidad de pintores de Skagen que se reunieron allí todos los veranos entre 1875 y el final del siglo. El área es también el hogar del Centro de Naturaleza de Skagen Odde diseñado por Jørn Utzon.
Uno de los intereses turísticos por el que es profusamente visitado el extremo noroeste del arenal de Grenen es la contemplación directa del choque de oleajes del mar del Norte y el mar Báltico.